# 銀行強盗 (ドクター・フーのエピソード)
「銀行強盗」（ぎんこうごうとう、"Time Heist"）は、イギリスのSFドラマ『ドクター・フー』の第8シリーズ第5話。スティーヴン・トンプソンとスティーヴン・モファットが脚本を担当し、ダグラス・マッキノンが監督を担った。2014年9月20日に初放送された。
本作ではタイムトラベラーの異星人12代目ドクター（演:ピーター・カパルディ）とコンパニオンのクララ・オズワルド（演:ジェナ・ルイーズ・コールマン）、ミュータント人間のサイバラ（演:ピパ・ベネット＝ワーナー）、改造人間のサイ（演:ジョナサン・バイリー）が、テラー（演:ロス・ムラン）の守るカラブラクソスの銀行への強盗を強制される。本作はイギリスで699万人が視聴し、テレビ批評家からは一般に肯定的に評価された。

## 連続性
4人に強盗させるために使用されたメモリーワームは2012年クリスマススペシャル「スノーメン」で初登場した。
サイがテラーをクララから遠ざけるために銀河中の犯罪者の情報を自身の記憶媒体に移した際、シリーズに登場した数多くの敵の資料が映し出された。具体的にはセンソライツ（1964年、The Sensorites）、テリレプティル（1982年、The Visitation）、スリジーン（2005年、「UFO ロンドンに墜落「宇宙大戦争の危機」など）、氷の戦士、ガンスリンガー（2012年、「情け無用の町」）、キャプテン・ジョン・ハート（2007年、『秘密情報部トーチウッド』第2シリーズ）、アンドロヴァックスおよびトリックスター（いずれも The Sarah Jane Adventures）、Abslom Daak（Doctor Who Magazine）が挙げられる。

## 製作
本作の試写会にて、監督ダグラス・マッキノンは「我々がやりたかったことは『ドクター・フー』のためのケイパー映画だった。私は事実上全てのケイパー映画を見てきたため『銀行強盗』にもその要素が含まれているが、本作は『ドクター・フー』であるためタイムトラベルも含まれている」と述べた。
台本の読み合わせは2014年2月11日に行われ、撮影は3月3日に開始された。3月5日にはブジリェンドのジョージ・ストリートで、3月13日にはカーディフ湾の Roald Dahl Plass (en) で撮影された。3月18日にはカーディフ大学の Hadyn Ellis Building で、翌日にはビュート・パークの周囲で撮影された。撮影現場では新手の怪物が目撃され、「『ドクター・フー』史上最も奇妙な怪物だ」と報じたメディアもあった。また、「クリスマスイブの奇跡」や「ダーレクの中へ」でも使用されたUskmouth発電所 (en) でも撮影が行われた。撮影は2014年3月24日に完了した。
本作の予告編は2014年9月15日に公開された。

## 放送と反応

### 流出
「銀行強盗」はマイアミのBBCワールドワイドのサーバーから脚本が流出した第8シリーズのエピソード5本のうちの1つであった。本作のラフカットも「深呼吸」と「ダーレクの中へ」および「シャーウッドの森のロボット」に続いて2014年8月21日に流出した。本作の流出の直後には前話「聞いて」が流出することとなった。

### レーティング
イギリスでの「銀行強盗」の放送当夜の視聴者数は493万人、番組視聴占拠率は23.8%を記録した。最終合計視聴者数は699万人に達した。これはその夜に放送された番組の中ではXファクターに次ぐ記録であった。アメリカ合衆国での本放送は103万人が視聴した。

### 批評家の反応
| 専門評論家によるレビュー | 専門評論家によるレビュー |
| レビュー・スコア         | レビュー・スコア         |
| 出典                     | 評価                     |
| ------------------------ | ------------------------ |
| The A.V. Club            | B+                       |
| SFX                      | [ 2 ]                    |
| TV Fanatic               | [ 17 ]                   |
| CultBox                  | [ 18 ]                   |
| IndieWire                | B-                       |
| IGN                      | 8.5                      |
| ニューヨーク・マガジン   | [ 21 ]                   |
| デイリー・テレグラフ     | [ 22 ]                   |

本作は一般的に肯定的にレビューされた。デイリー・テレグラフのベン・ローレンスは「時折、巧妙なストーリー・アークを維持する必要性によって、むしろ負担になっている番組の中で、『銀行強盗』はいくつか息をつける独立したエピソードだった」と評価した。Den of Geekのサイモン・ブリューは「しっかりとした楽しい『ドクター・フー』のエピソードだ。最高ではないが、楽しめるものだ。上手く纏まっていた」「水槽の中には45分楽しませてくれるだけの十分な量が入っていた」と主張した。
SFX誌のニック・セッチフィールドはダグラス・マッキノンの「ビジュアルの才能」を称賛したが、エピソード全体については「しっかりとした中間層の『ドクター・フー』だが、もっとスムーズな犯罪者にできたはずだ」と批評した。ラジオ・タイムズのパトリック・マルケーンはコールマンとカパルディの演技を称賛したが、エピソード自体について興味深いコンセプトに基づいているにも拘わらず「特に魅力的なものではない」と述べた。